# علامت ایمنی
علائم ایمنی (انگلیسی: Safety signs) نوعی علامت هستند که برای هشدار یا اطلاع‌رسانی درمورد خطرات، خاطر نشان سازی اقدامات الزام‌آور یا ضرورت استفاده از تجهیزات حفاظتی شخصی، منع انجام بعضی اعمال یا وجود و به‌کارگیری اشیاء، مشخص کردن محل وسایل اطفاء حریق یا جعبه کمک‌های اولیه یا تشخیص مسیرهای خروج طراحی شده‌اند. اضافه بر اینکه علائم ایمنی در تأسیسات صنعتی رویت می‌شوند، همچنین در اماکن و اجتماعات عمومی، دکل‌های برق و پست‌های برق، پرتگاه‌ها، سواحل، پهنه آبی، روی تجهیزات موتوریزه همچون ماشین‌های چمن زنی و نواحی محصور برای ساخت و ساز یا تخریب قابل مشاهده هستند.

## تاریخچه
ایالات متحده آمریکا
علائم ابتدایی و ASA Z35.1
یکی از نخستین تلاش‌ها برای استانداردسازی اعلانات ایمنی در ایالات متحده، استانداردهای ایمنی جهانی ۱۹۱۴ بود. این علائم تاحدی ساختار ساده ای داشتند. 
اروپا
قبل از اینکه استانداردهای ایزو به صورت گسترده در جهان بکار گرفته شود، بیشتر کشورها استاندادهای خودشان را برای اعلانات ایمنی تدارک دیده بودند.
استرالیا
اعلانات ایمنی استرالیا در سال ۱۹۵۲ تحت عنوان CZ4-1952: علائم ایمنی محیط شغلی دایر گردید. این علائم در سال ۱۹۷۲ مورد بازنگری و طراحی مجدد قرار گرفت و تحت عنوان AS1319-1972 مورد استفاده قرار گرفت، بازنگری‌های بعدی در ۱۹۷۹، ۱۹۸۳ و ۱۹۹۴ صورت پذیرفت. در ماه اوت ۲۰۱۸، AS1319-1994 با این نظر که هنوز معتبر است و ضرورتی برای بازنگری اساسی ندارد مورد تأیید مجدد قرار گرفت.
ژاپن
اعلانات ایمنی ژاپن به خاطر تفاوت‌های آشکار بصری آنها در مقایسه با عرف بین‌المللی، همچون استفاده از مربع بدون هیچ نمادی و قالب بندی عمودی متن علامت، قابل توجه است.
چین
اعلانات ایمنی چین توسط سازمان استانداردسازی چین با استفاده از استانداردهای ملی جمهوری خلق چین ۲۰۰۸–۲۸۹۳ و ۲۰۰۸–۲۸۹۴ تنظیم شده‌است، که از نظر قانونی تمام علائم ایمنی باید از آنها تبعیت کنند.